# سیلوین مارشال
سیلوین مارشال (انگلیسی: Sylvain Marchal؛ زادهٔ ۱۰ فوریهٔ ۱۹۸۰) بازیکن فوتبال اهل فرانسه است.
از باشگاه‌هایی که در آن بازی کرده‌است می‌توان به باشگاه فوتبال سن-اتین، باشگاه فوتبال باستیا، باشگاه فوتبال لوریان، و باشگاه فوتبال متس اشاره کرد.